# Axestoleus meridionalis
Axestoleus meridionalis là một loài bọ cánh cứng trong họ Cerambycidae.